# Аграфобія
Аграфобія — фобія, яка полягає в постійному, ірраціональному, нав'язливому страху перед сексуальним насильством.

## Причини виникнення
Як правило, хворі самі ніколи не страждали від сексуального насильства, проте в минулому пережили емоційну травму, яка пов'язана або асоціюється із сексуальним насильством. Це може статися, наприклад, якщо людина випадково стала очевидцем зґвалтування, чи навіть при перегляді фільму.

## Симптоми
Задуха, підвищена пітливість, нудота, сухість в роті, приступи паніки, прискорене серцебиття і нервове тремтіння.
Частина хворих боїться постійно, в той час як в інших — це реакція на різні подразники, які виступають нагадуваннями травматичної події, яка власне в минулому і призвела до виникнення аграфобії.

## Лікування
Може включати консультування, гіпноз, роботу над зниженням чутливості, застосування медпрепаратів.